# Viiala
Viiala est une ancienne municipalité du sud-ouest de la Finlande, située au sud de la région du Pirkanmaa, à l'extrémité ouest du grand lac Vanajavesi. La municipalité de Viiala a été fusionnée avec Toijala le 1er janvier 2007 pour former la nouvelle ville d'Akaa.
Historiquement, Viiala est une petite ville satellite de Toijala (8 km de centre à centre). Les deux communes avaient d'ailleurs été créées en même temps à partir de la paroisse d'Akaa. Elle a connu une décennie 1990 très difficile, voyant ses 3 principales usines fermer à tour de rôle, la dernière étant l'usine de contreplaqué d'UPM en 2004. Aujourd'hui, une fraction importante de ses habitants travaille à Tampere, à 35 km, et commute faute de travail dans le secteur.
Elle était avant la fusion entourée par les communes de Kylmäkoski au sud-ouest, Vesilahti au nord-ouest, Lempäälä au nord, Valkeakoski à l'est et Toijala au sud-est.